# Monmouthpedie

Logo projektu

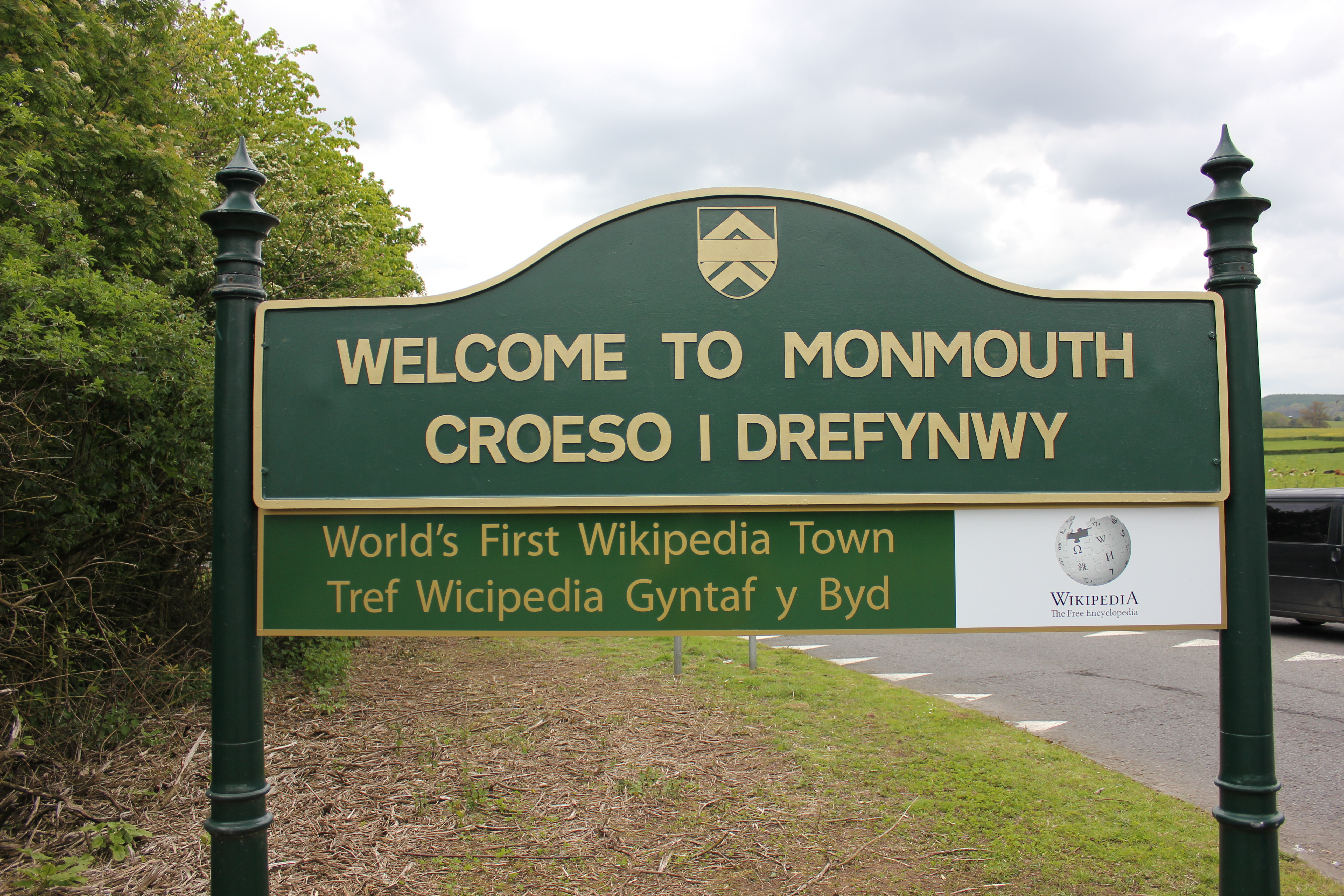
Cedule u vjezdu do Monmouthu prezentující Monmouth jako první wikipedické město

Monmouthpedie (v originále psáno anglicky MonmouthpediA) je mnohojazyčný projekt v rámci encyklopedie Wikipedie, který se zabývá městem Monmouth v Jižním Walesu. Kromě psaní článků o monmouthských pamětihodnostech do Wikipedie se také snaží tyto pamětihodnosti označit tabukami s QR kódy, a tak usnadnit přístup k článkům lidem s chytrým telefonem.
Projekt podporuje sdružení Wikimedia UK, lokální pobočka nadace Wikimedia a také místní rada Monmouthu. K jeho formálnímu otevření došlo 19. května 2012 a s ohledem na množství již vzniklých článků a umístěných QR kódů se díky němu dostalo Monmouthu přezdívky „první wikipedizované město“.
Zakladatel Wikipedie Jimmy Wales se o projektu vyjádřil pochvalně: „Jsem z projektu Monmouthpedie skutečně nadšený. Přenést do Wikipedie celé město je něco nového a je to důkaz pokrokovosti lidí z Monmouthu, všech dobrovolníků a pobočky Wikimedia UK. Těším se, až se do podobné práce pustí i další města.“